# EA Sports FC 26
EA Sports FC 26は、EAバンクーバーとEAルーマニアが開発し、EAスポーツより2025年9月26日に世界同時発売予定のサッカーゲームである。対応機種はNintendo Switch、Nintendo Switch 2、PlayStation 4、PlayStation 5、Windows、Xbox One、Xbox Series X/S。Amazon Lunaでも配信される。

## 概要
EA Sports FCシリーズ3作目。EAとサッカーゲーム通算33作目。通常版のカバーにはジュード・ベリンガムとジャマル・ムシアラ、Ultimate Editionにはズラタン・イブラヒモヴィッチが起用された。